# Автосигналізація
Автосигналіза́ція — електронний пристрій, встановлений в автомобіль, призначений для його захисту від угону, крадіжки компонентів даного транспортного засобу або речей, що знаходяться в автомобілі.

## Склад пристрою
Складається, як правило, з основного блоку, приймально-передавального пристрою (з антеною), брелока (фр. breloque), датчика удару, сервісної кнопки і індикатора у вигляді світлодіода. Автосигналізації бувають зі зворотним зв'язком, тобто брелок-пейджер інформує про стан автомобіля.

## Захист від викрадення
Автосигналізація не дає 100 % гарантії від угону, однак істотно знижує привабливість у дрібних крадіїв. До деяких моделей автосигналізації можливе підключення GSM/GPRS модуля з можливістю управління функціями сигналізації із стільникового телефону шляхом відправки SMS.

## Діалоговий код
Діалоговий код — спеціальний спосіб кодозахищеності автосигналізації. Використовує для ідентифікації брелока широко відому в криптографії технологію аутентифікації через незахищений канал.
Отримавши сигнал, система переконується, що він посланий зі «свого» брелока, причому це відбувається не одноразово, а в діалозі. У відповідь на перший сигнал система посилає на брелок запит у вигляді псевдовипадкового числа, який обробляється брелоком за спеціальним алгоритмом і відсилається назад. Сигналізація обробляє свою посилку по тому ж алгоритму, порівнюючи отриману відповідь зі своїми даними. Якщо вони збігаються, команда виконується, а на брелок відправляється підтвердження.
Діалоговим кодом забезпечується додатковий захист від електронного злому.

## Кодграббер
Для «зламування» автосигналізації викрадачами використовуються кодграббери («code grabber», «захоплювач коду»). Розрізняють три типи подібних пристроїв: кодграббер для статичних кодів, кодграббери на принципі кодопідміни (для одно-і двокнопочних брелоків) та алгоритмічні (іноді їх називають «мануфактурними»).
Для більш ранніх систем автосигналізації, що використовують статичний код, достатньо пристрою, який перехоплює цей код і запам'ятовує його.
Для кодграбберів, заснованих на принципі кодопідміни, характерний алгоритм роботи, що вимагає повторного натискання власником кнопок брелока, використовуючи частково одночасно радіоглушення та перехоплення посилки брелока. Матеріали з даної тематики розташовуються у відкритому доступі на тематичних інтернет-ресурсах.
Алгоритмічний кодграббер — пристрій, який розпізнає по цифровій посилці брелока тип (тобто виробника, «бренд») сигналізації і, використовуючи т.з. «Мануфактурний код», стає клоном (повним дублікатом) брелока власника. Цей принцип застосовується до автосигналізації, що використовує алгоритм KeeLoq та ін для кодування сигналу від брелока до центрального блоку сигналізації і за радіообміну «брелок — центральний блок» (діалогові системи). Вважається, що мануфактурні коди («коди виробника») для більшості типів сигналізацій отримані методами промислового шпигунства на заводах (переважно в Китаї), що здійснюють програмування мікроконтролерів систем автосигналізації, або в результаті зворотної інженерної розробки чипів мікроконтролерів. Існують «чорні списки» автосигналізацій, які розкриваються алгоритмічним кодграббером. Такий кодграббер, залежно від функцій і кількості «прошитих» автосигналізацій, коштує від 50 до 150 тис. рублів і продається для тестування сигналізацій в автосервісах і страхових компаніях. Найбільш схильні до злому кодграббером охоронні системи без діалогового коду з індивідуальними ключами шифрування.